# شرکت ام‌تی‌آر

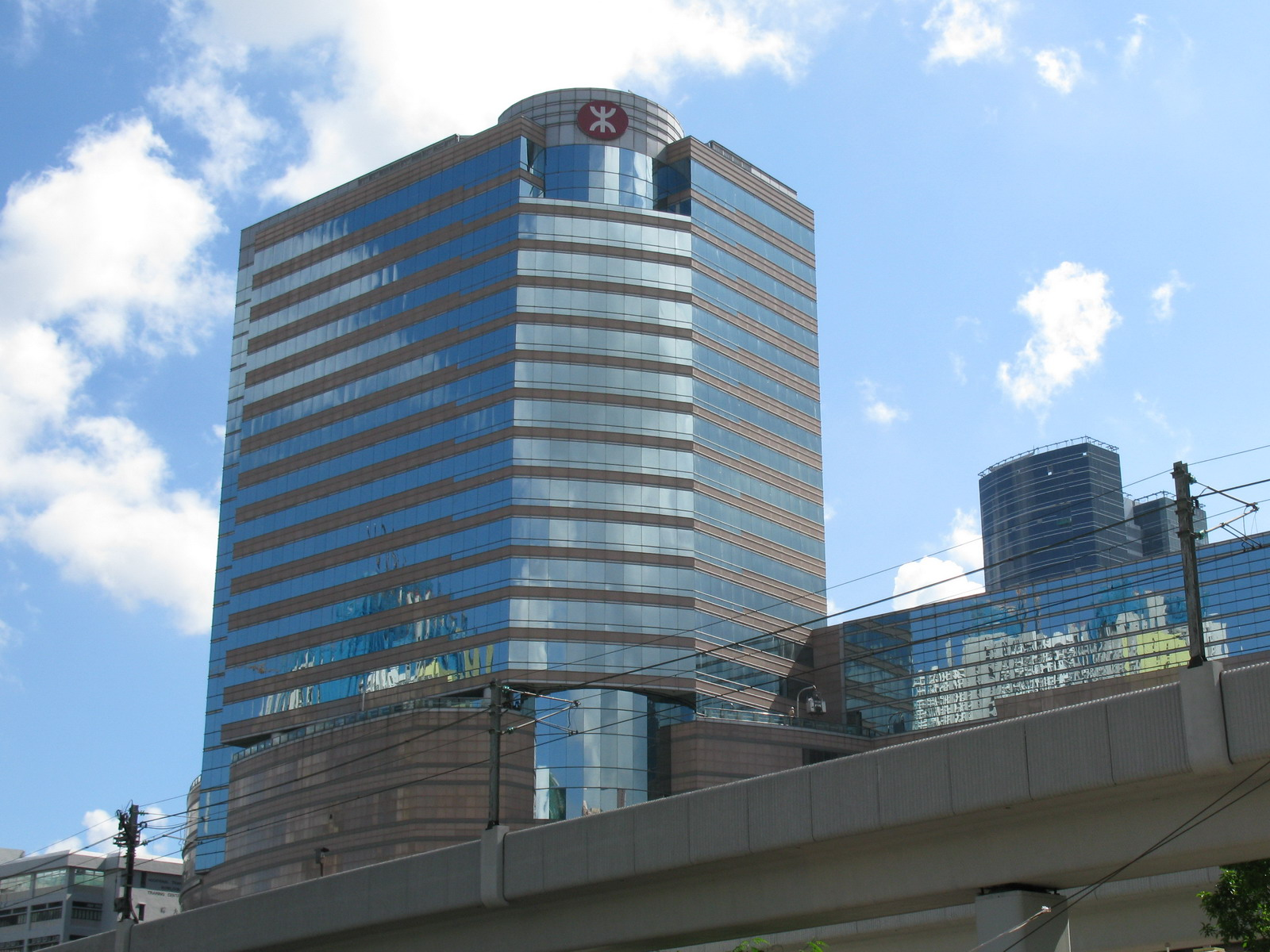
ساختمان مرکزی ام‌تی‌آر

ام‌تی‌آر (به انگلیسی: MTR) شرکت هلدینگ خوشه‌ای هنگ کنگی است، که در زمینه ارائه خدمات ترابری ریلی، حمل و نقل عمومی، توسعه املاک و مستغلات، سرمایه‌گذاری زیرساخت‌های شهری، مدیریت مراکز خرید و ساختمان‌های تجاری فعالیت می‌کند.
شرکت ام‌تی‌آر در سال ۱۹۷۲ توسط دولت هنگ کنگ تأسیس شد و از سال ۲۰۰۰ فرایند خصوصی‌سازی این شرکت آغاز گردید. ام‌تی‌آر در حال حاضر اپراتور اصلی متروی لندن، متروی استکهلم، متروی زمینی لندن، متروی ملبورن، متروی پکن، متروی هنگ کنگ، ورزشگاه وایت هارت لن و فرودگاه بین‌المللی هنگ‌کنگ، همچنین مدیریت ساختمان‌هایی چون مرکز دارایی بین‌المللی، اینترنشنال کامرس سنتر را برعهده دارد.
دفتر مرکزی این شرکت در هنگ کنگ قرار دارد و بخشی از سهام آن در بازارهای بورس اوراق بهادار هنگ کنگ و بورس نزدک معامله می‌شود.

## نگارخانه

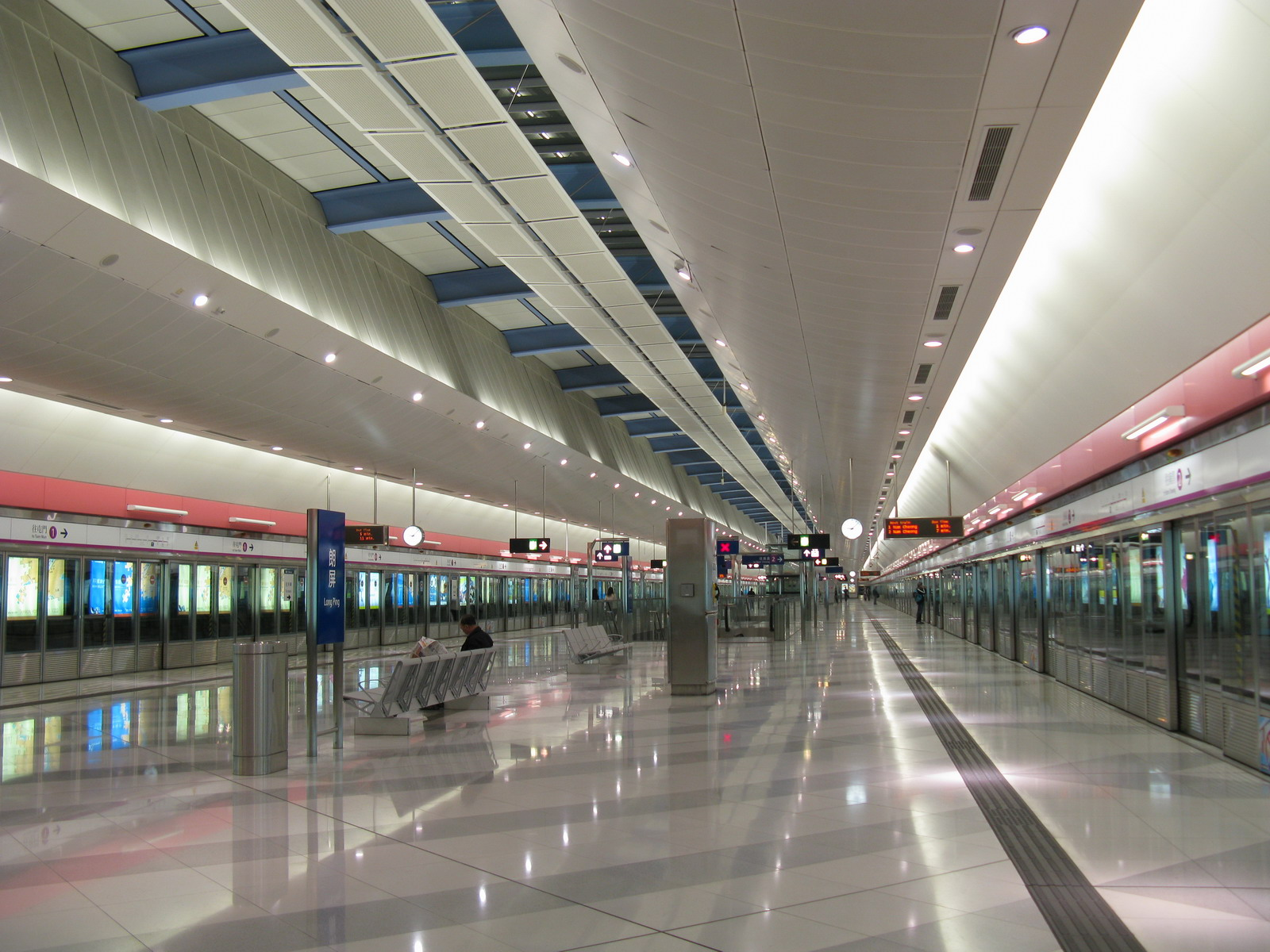
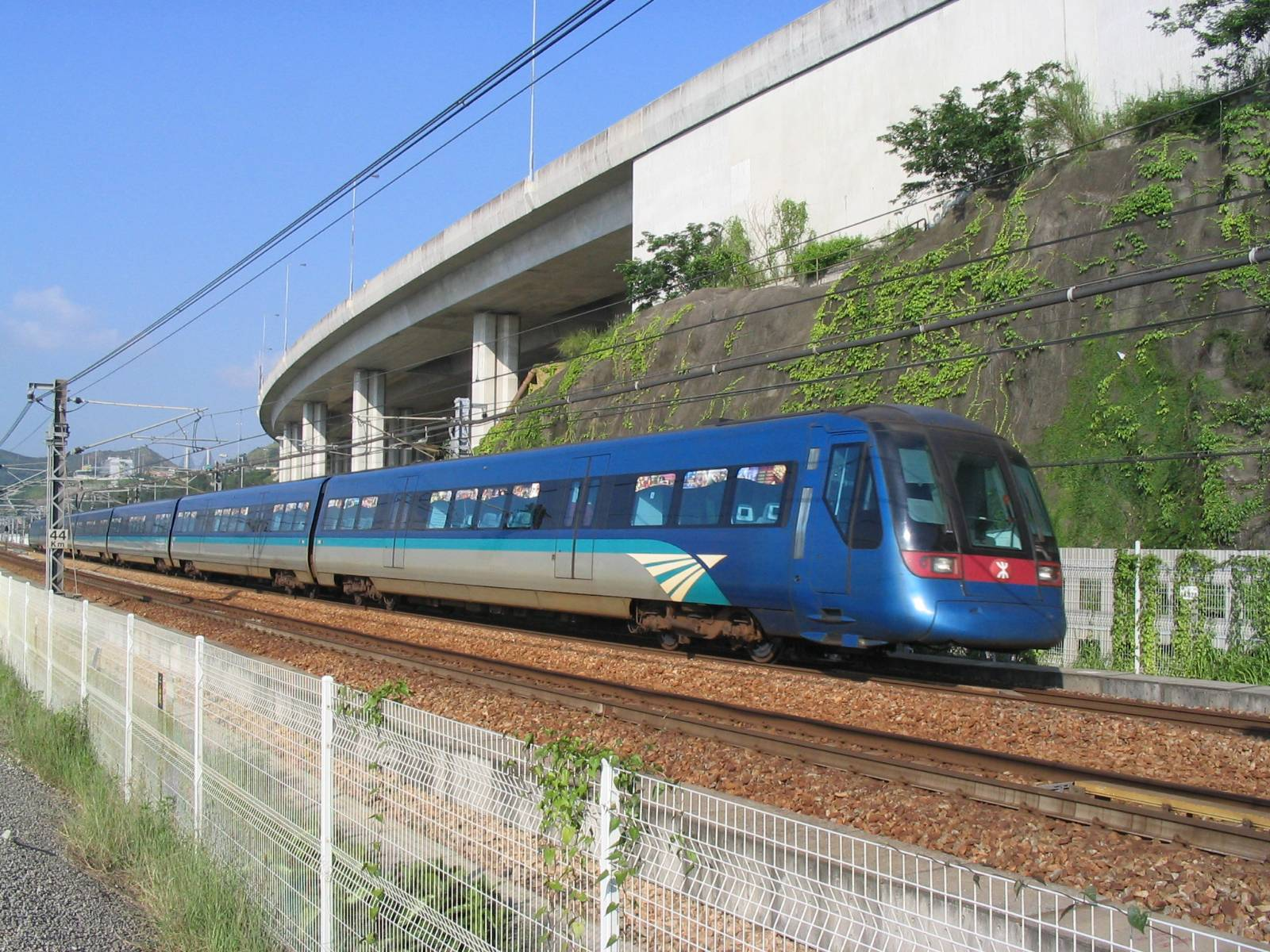